# کنیچی یوشیدا (انیماتور)
کنیچی یوشیدا (انگلیسی: Kenichi Yoshida؛ زادهٔ ۲۳ نوامبر ۱۹۶۹) پویانما، تصویرگر اهل ژاپن است.